# Horsensgade
Horsensgade er en gade beliggende på Østerbro i København. Gaden ligger mellem Silkeborggade og Strandboulevarden.

## Baggrund og navngivning
Horsensgade er opkaldt efter den østjyske by Horsens, og navngivningen følger en gennemgående tradition i bydelen, hvor mange gader er opkaldt efter danske provinsbyer. Gaden blev anlagt i 1890’erne.